# Frančišek Dobnikar
Frančišek Dobnikar, slovenski risar, * 10. oktober 1878, Topol pri Medvodah, † 12. junij 1901, Ljubljana.

## Življenje in delo
Kot gimnazijec v Ljubljani je z risbami zbudil zanimanje F. Lampeta, ki mu je postal mentor. Pisal je tudi pesmi in v tajnosti izdajal ilustriran list Zvonček. Po maturi je 1900 vstopil v ljubljansko bogoslovje; z namenom, da bi pozneje obiskoval umetnostno akademijo, a je v drugem letniku podlegel tuberkolozi. Bil je nadarjen samouk; risal je kmečke like, otroške prizore in portrete; ilustriral je narodne pesmi, sveto pismo in drugo. Poleg svinčnika je uporabljal tudi akvarelno tehniko ter obrobljal številne nabožne risbe s secesijskimi okraski. Ker ni imel prave umetniške šole, je ostalo njegovo delo kljub dobremu opazovanju narave formalno nedovršeno. 